# Selena Gomez
Pour les articles homonymes, voir Selena et Gomez.
Ne doit pas être confondu avec Selena (chanteuse).
Selena Gomez, née le 22 juillet 1992 à Grand Prairie, au Texas, est une auteure-compositrice-interprète, actrice, productrice et entrepreneuse américaine.
Elle fait ses débuts de comédienne dans la série pour enfants Barney & Friends (2002-2004), puis est révélée au jeune public avec son rôle d'Alex Russo dans la série humoristique Les Sorciers de Waverly Place (2007-2012). Elle joue ensuite dans des films ou téléfilms tels que Comme Cendrillon 2 (2008), Princess Protection Program (2009), Sœurs malgré elles (Ramona et Beezus, 2010), Bienvenue à Monte-Carlo (2011), Spring Breakers (2012), Getaway (2013) et The Fundamentals of Caring (2016). Elle interprète par ailleurs la voix du personnage Mavis dans les films d'animation Hôtel Transylvanie. Depuis 2021, elle interprète le rôle de Mabel Mora dans la série Only Murders in the Building qui lui vaut une vague de nominations et de récompenses, notamment aux Golden Globes, Emmy Awards et SAG Awards. Pour son rôle au cinéma dans Emilia Perez elle remporte en 2024 le convoité Prix d’interprétation féminine du Festival de Cannes.
En 2008, Selena Gomez forme son groupe musical, Selena Gomez and the Scene. Celui-ci sort trois albums. Le groupe se sépare finalement en 2012. En 2013, Selena Gomez entame alors une carrière solo et sort son premier album intitulé Stars Dance, qui atteint la première place du classement américain Billboard 200. En est extrait le single Come & Get It. En 2015, elle sort son deuxième album solo Revival. Il débute à la première place du Billboard 200. Trois de ses singles, Good For You, Same Old Love et Hands to Myself atteignent le top 10 du Billboard Hot 100. Entre 2016 et 2019, Selena Gomez sort plusieurs collaborations dont We Don't Talk Anymore en duo avec Charlie Puth, It Ain't Me avec Kygo, Wolves avec Marshmello, Taki Taki avec Ozuna, Cardi B et DJ Snake. Elle sort des titres solo comme Fetish, Bad liar et Back To You. En 2020, Selena Gomez sort son troisième album solo Rare, après 4 ans d'attente. Il débute à la première place du Billboard 200. Le single Lose You to Love Me se hisse à la première place du Billboard Hot 100. C'est son premier single à atteindre cette place. En 2021, Selena sort son premier projet entièrement enregistré en espagnol : Revelación, ce qui lui rapporte sa toute première nomination au Grammy Awards dans la catégorie meilleur album pop Latino de l’année. Pendant 2 ans, elle décide de se focaliser plus sur sa carriere d'actrice mais en 2024 elle sort deux singles inédits intitulés Single Soon et Love On enfin elle signe son grand retour musical en 2025 avec un nouvel album, I Said I Love You First en collaboration avec son fiancé Benny Blanco.
Entre-temps en 2011, Selena Gomez lance sa ligne de vêtements en collaboration avec Kmart intitulée Dream Out Loud. En 2017, elle lance une collection de sacs à main en édition limitée appelée « Selena Grace », conçue avec la marque Coach. Par ailleurs, depuis 2009, Selena Gomez est ambassadrice de bonne volonté pour l'Unicef. Elle est très active sur les réseaux sociaux : quatrième personnalité la plus suivie au monde sur ces réseaux, elle est, pendant un long moment, la personne la plus suivie sur Instagram, depuis dépassée par Cristiano Ronaldo. En 2017, selon Billboard, Selena Gomez a vendu plus de 7 millions d'albums et 22 millions de singles. Elle obtient plusieurs récompenses notables au cours de sa carrière telles que le Billboard Woman Of Music 2017, ainsi qu'un ALMA Award, des American Music Award, des MTV Video Music Award, un NRJ Music Award, un People's Choice Award et seize Teen Choice Awards.

## Biographie et carrière

### 1992-2007: Enfance et débuts
Selena Marie Gomez est la fille unique d'Amanda Dawn « Mandy » Cornett (née le 16 avril 1976) et de Ricardo Joel « Rick » Gomez (né le 6 mars 1975) — qui l'ont eue à 16 et 17 ans respectivement. Son père a voulu la prénommer Selena car il était un grand admirateur de la chanteuse mexicaine Selena Quintanilla Perez, décédée en 1995. Elle a des ascendants mexicains du côté de son père et italiens du côté de sa mère. À propos de ses origines hispaniques, Selena Gomez déclare : « Dans ma famille, nous faisons des Quinceañeras et nous allons à la communion ecclésiale. Nous faisons tout ce qui est catholique mais nous n'avons pas vraiment de traditions à part que, tous les dimanches, nous faisons un barbecue après l'église. »
Ses parents divorcent en 1997, lorsqu'elle a cinq ans. Elle est alors élevée par sa mère, qui doit faire face à des problèmes financiers. Sur ce point, Selena Gomez précise : « Je me souviens que ma mère n'avait presque jamais d'essence, alors on s'asseyait et on demandait de l'aide au premier passant parce qu'elle détestait demander de l'argent à mes grands-parents. La plupart de nos repas étaient des macaronis au fromage mais cela ne dérangeait pas ma mère. Elle était très forte et très courageuse. Elle m'a eue à seulement 16 ans et cela a été une énorme responsabilité. Ma mère a tout laissé tomber pour moi ; elle a eu trois emplois différents, elle m'a soutenue et elle a sacrifié sa vie pour moi. » Enfant, Selena Gomez n'est pas très heureuse à l'école, elle est solitaire et harcelée par ses camarades. C'est vers l'âge de six ans, en regardant sa mère jouer au théâtre, qu'elle se prend de passion pour la comédie.
Elle a deux demi-sœurs cadettes : Gracie Elliott Teefey (née le 12 juin 2013), issue de l'union de sa mère avec Brian James Teefey (né le 8 janvier 1979) - qu'elle a épousé le 18 mai 2006, et Victoria « Tori » Gomez (née le 24 juin 2014), issue de l'union de son père avec Sara Diane Tovar (née le 11 août 1981) - qu'il a épousée le 9 novembre 2012 et qui est déjà maman d'un garçon, prénommé Marcus Reyes (né en 2008). Le 17 décembre 2011, Mandy Teefey a fait une fausse-couche, alors qu'elle attendait une petite fille qui aurait dû s'appeler Scarlett Teefey.
À l'âge de sept ans, lors des auditions pour Barney, Selena Gomez rencontre Demi Lovato,,. À la suite de cette audition, Selena et Demi sont sélectionnées pour apparaître dans l'émission pour enfant Barney, et Selena Gomez obtient son premier rôle, celui de Gianna. Elle joue dans seize épisodes de la série jusqu'en 2004, : ensuite, trop âgée pour garder son rôle, elle quitte la série. Selena Gomez fait une brève apparition en 2003 dans Spy Kids 3 : Mission 3D, son premier film. Ensuite, la jeune actrice commence à tourner dans des publicités. En 2004, à l'âge de douze ans, Selena Gomez se fait recruter par Disney Channel lors d'une grande audition nationale. L'année suivante, elle obtient un petit rôle dans le téléfilm Walker, Texas Ranger : La Machination. En 2006, elle joue dans un épisode de la série de Disney Channel, La Vie de palace de Zack et Cody.

### 2007-2012: Succès avec Disney etSelena Gomez and The Scene

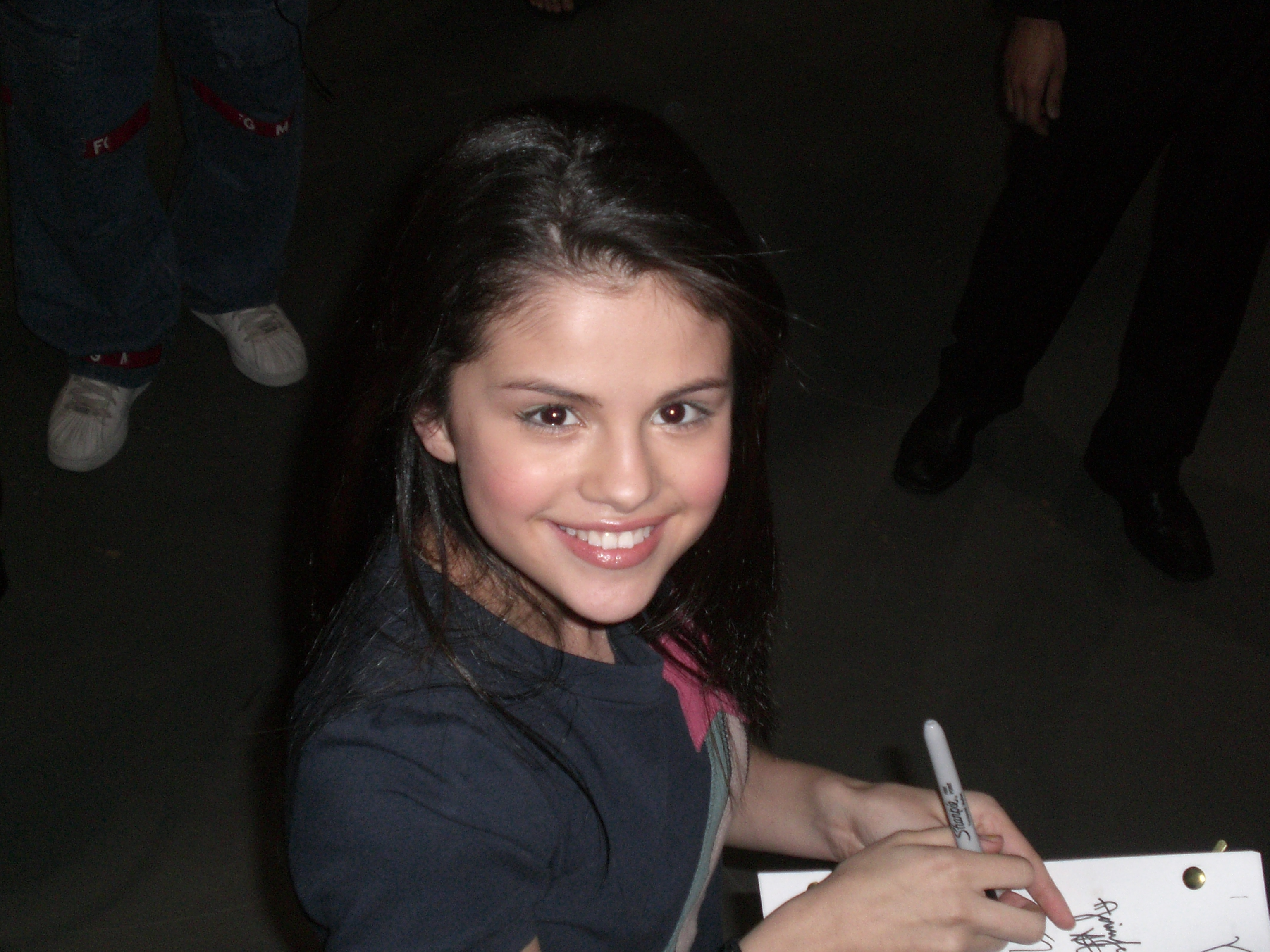
Pendant le tournage de la série Les Sorciers de Waverly Place en 2007.

En 2007, Selena Gomez obtient un rôle récurrent dans la série à succès de Disney Channel, Hannah Montana, dans laquelle elle joue Mikayla, une chanteuse rivale d'Hannah Montana. C'est fin 2007 que Selena Gomez obtient le rôle d'Alex Russo dans la série de Disney Channel, Les Sorciers de Waverly Place. La série est un véritable succès et dure cinq ans, soit quatre saisons,. Elle enregistre le générique de la série intitulé Everything Is Not What It Seems. Selena Gomez apparaît ensuite dans le clip Burnin' Up des Jonas Brothers, et plus tard, dans l'émission de télé-réalité des Jonas Brothers, Jonas Brothers : Living the Dream.
Selena Gomez obtient son diplôme de fin d'études en mai 2010 après avoir suivi des cours par correspondance.
Alors qu'elle travaillait sur la deuxième saison de Wizards of Waverly Place, Selena Gomez enregistre une nouvelle version de la chanson Cruella de Vil pour l'album de compilation DisneyMania 6, ainsi qu'une chanson intitulée Fly to Your Heart pour le film d'animation La Fée Clochette. Elle obtient également le rôle principal dans la comédie romantique, Comme Cendrillon 2, aux côtés de Drew Seeley, sorti directement en DVD. Le film reçoit globalement des critiques positives et remporte en 2010 un Writers Guild of America Award. Pour la bande originale du film, Selena Gomez enregistre trois chansons dont Tell Me Something I Don't Know, comme single promotionnel, qui a été placé à la 58e place dans le Billboard Hot 100. Elle prête également sa voix au personnage de Helga dans le film d'animation Horton. Le film a été un succès commercial, et a atteint près de 300 millions de dollars de recettes dans le monde entier.
À l'âge de 16 ans, Selena Gomez signe un contrat avec Hollywood Records. Fin 2008, elle crée sa société de production avec sa mère, « July Moon Productions », en partenariat avec XYZ Films,. Peu après, le premier film en production est annoncé, What Boys Want, dans lequel elle doit incarner une jeune fille qui peut entendre les pensées des hommes, cependant le projet n'aboutit pas.
Peu après, elle fait une apparition dans la série Sonny dont Demi Lovato tient le rôle principal. En 2009, elle enregistre avec le groupe Forever the Sickest Kids un remix de la chanson Whoa Oh!. Après son apparition dans Sonny, Selena Gomez et Demi Lovato jouent ensemble dans le Disney Channel Original Movie, Princess Protection Program, diffusé en juin 2009. Le film a été un succès critique et fut le quatrième Disney Channel Original Movie le plus vu lors de sa première diffusion sur Disney Channel, avec 8,5 millions de téléspectateurs,. Pour le film, les deux actrices enregistrent la chanson One and the Same. Elle prête également sa voix à la Princesse Selenia dans le film d'animation Arthur et la Vengeance de Maltazard. Son deuxième « Disney Channel Original Movie », Les Sorciers de Waverly Place, le film, adapté de la série, sort durant l'été 2009. Le film réunit plus de 11,4 millions de téléspectateurs lors de sa première diffusion sur Disney Channel ; il devient le deuxième film le plus regardés sur cette chaîne lors d'une première diffusion, derrière High School Musical 2. Le film a permis à la série de remporter son second « Meilleur Programme pour Enfants » lors de la 62e cérémonie des Primetime Emmy Awards. D'octobre à novembre 2012, Selena Gomez tourne et co-produit un épisode spécial pour Disney Channel, Le retour des Sorciers : Alex vs Alex.

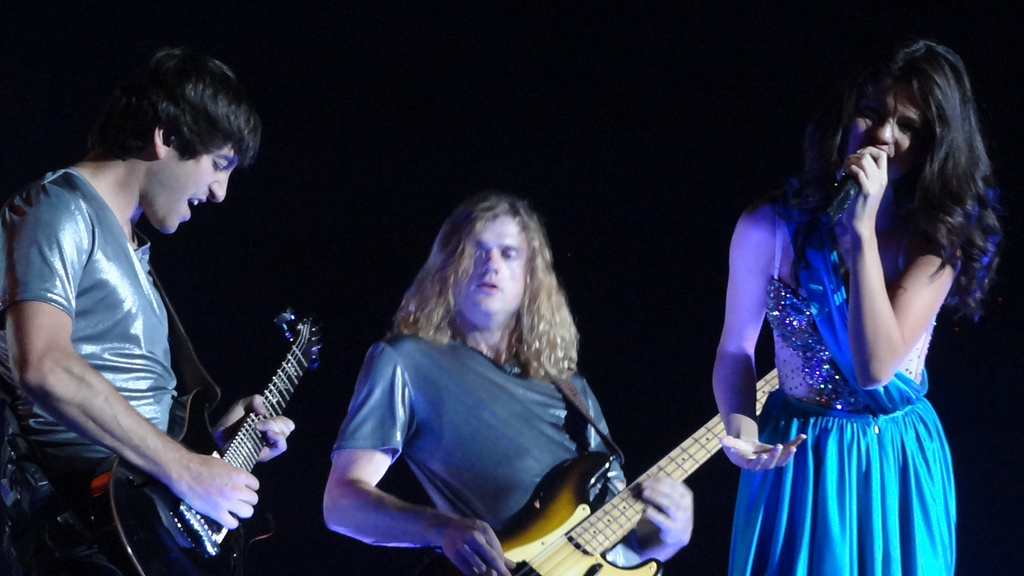
Ethan Roberts (à gauche), Joey Clement (au centre) et Selena Gomez (à droite) en concert en 2011.

Selena Gomez commence à travailler sur son premier album peu après avoir signé un contrat avec le label Hollywood Records en juillet 2008. L'année suivante, elle annonce avoir fondé son propre groupe baptisé Selena Gomez and the Scene. Le 29 septembre 2009, il publie son premier album intitulé Kiss and Tell. L'album atteint la neuvième place du Billboard 200. Il est certifié disque d'or par la RIAA. Mais il reçoit un accueil très mitigé de la part des critiques qui ne sont pas très convaincus par la voix de Selena,,. Le premier single n'a pas eu beaucoup de succès contrairement au second, Naturally, sorti le 1er février 2010, qui se voit certifié 4× disque de platine par la RIAA. Tandis que le groupe travaille sur son deuxième album studio, Selena continue à tourner dans sa série et à faire plus de films. En février 2009, elle signe un contrat pour jouer l'un des deux rôles principaux de la comédie familiale, Ramona et Beezus (Sœurs malgré elles), adaptée du roman du même nom de l'auteure Beverly Cleary. Sur son rôle, elle déclare qu'elle ne ressent aucune pression : « Je crois que je suis pleinement consciente de mon public et je ne suis, moi-même, qu'une enfant. Je ne jouerais pas un rôle que je n'aime pas jouer ou que mon public n'aimerait pas voir. » Le film sort le 23 juillet 2010 et reçoit des critiques généralement positives. Le 17 septembre 2010, Selena Gomez and The Scene sort son deuxième album studio intitulé A Year Without Rain qui atteint la quatrième place du Billboard 200, ne se vendant qu'à 66 000 exemplaires durant sa première semaine de sortie. Malgré les critiques allant de positives à mitigées, Mikael Wood de Billboard a remarqué des traces d'Auto-Tune sur la voix de Selena Gomez. Les deux singles de l'album ont tous deux obtenu un succès modéré. L'album devient le second album du groupe à avoir été certifié disque d'or par la RIAA. Fin 2010, Selena Gomez donne son nom à une ligne de vêtements baptisée Dream Out Loud,. De style urbain, les vêtements de sa collection sont tous faits à partir de matériaux recyclés et écologiques,. Afin de créer celle-ci, elle collabore avec les stylistes Tony Melillo et Sandra Campos.
En 2011, Selena Gomez joue dans la comédie romantique Bienvenue à Monte-Carlo produite par Nicole Kidman, aux côtés de Leighton Meester et Katie Cassidy. Dans le film, Selena Gomez incarne Grace Bennett, une jeune Texane tout juste diplômée, qui est prise par erreur pour la riche et célèbre héritière britannique Cordelia Winthrop Scott (également interprétée par Selena Gomez) lors d'un séjour à Paris. Afin de se préparer pour ce rôle, Selena Gomez doit s'entraîner à imiter l'accent britannique et à monter à cheval,. Cette même année, elle apparaît dans le film Les Muppets, le retour et dans les émissions Disney Sketches à gogo ! et Blagues de stars. Le 28 juin 2011, Selena Gomez and The Scene commercialisent leur troisième et dernier album (avant une pause d'une durée indéterminée) intitulé When the Sun Goes Down qui devient certifié or par la RIAA. De cet album, sont extraits trois singles dont Love You Like a Love Song qui sort en juin 2011 et qui est certifié 4× disque de platine par la RIAA, Mais il est l'objet d'une controverse provoquée par le clip montrant des chevaux peints en rose. Il n'en fallait pas plus pour déclencher les foudres de PETA et la colère de la chanteuse Pink qui qualifie le clip de « stupide ». Les scènes controversées sont supprimées au montage final,.

### 2012-2014: Débuts musicaux solo et problèmes personnels

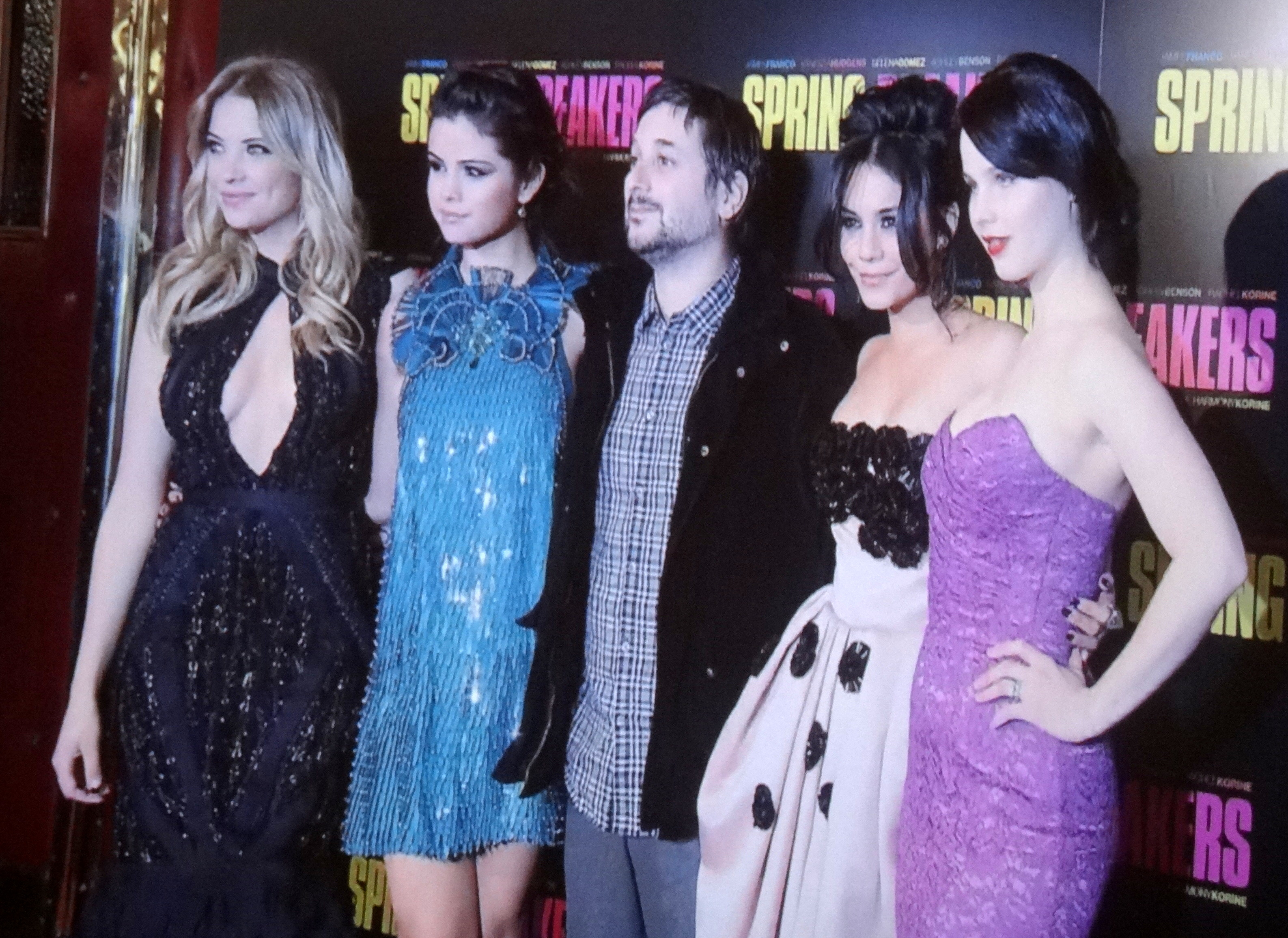
Ashley Benson, Selena Gomez, Harmony Korine, Vanessa Hudgens et Rachel Korine lors du Red Carpet de l'avant-première du film Spring Breakers à Paris.

Au début de cette même année, Selena Gomez annonce la mise en pause de son groupe pour une durée indéterminée, afin de se consacrer au cinéma : « Avec mon groupe, nous faisons une pause pendant un moment. Cette année, je vais pleinement me consacrer au cinéma et je tiens à ce que les autres membres de mon groupe jouent avec d'autres artistes. Nous reviendrons mais ce sera dans longtemps. » Cette même année, Les Sorciers de Waverly Place prend officiellement fin sur Disney Channel après quatre saisons à succès,. Dès lors, elle prête sa voix à Mavis, la fille de Dracula, dans le film d'animation Hôtel Transylvanie. Le film est présenté lors de la 37e édition du Festival International du film de Toronto et sort au cinéma le 20 septembre 2012. Début 2012, Selena Gomez tourne en Floride le film controversé Spring Breakers, de Harmony Korine, aux côtés de James Franco, Vanessa Hudgens, Ashley Benson et Rachel Korine. Il sort le 22 mars 2013 et reçoit des critiques généralement positives de la part de la presse spécialisée. Les Cahiers du cinéma en font leur couverture. Le film permet de voir Selena Gomez dans un rôle plus mature.Ensuite, elle est aux côtés de Ethan Hawke et de Jon Voight dans le thriller Getaway, qui sort le 30 août 2013. Les critiques sont très négatives,, et c'est un échec au box-office, les recettes sont inférieures à 11 millions de dollars,,. Pour ce film, Selena est nommée aux Golden Raspberry Awards dans la catégorie « pire actrice ».
En octobre, plusieurs mois après l'annonce d'une pause musicale, Selena Gomez annonce qu'elle travaille sur un nouvel album studio. Elle confirme que cet album est un album solo,. Le premier single Come and Get It sort en avril 2013 et devient le premier top 10 single de la chanteuse dans le Billboard Hot 100, qui se voit certifié 3× disque de platine par la RIAA. Selena déclare qu'après la sortie de ce premier album solo intitulé Stars Dance, elle fera une autre pause musicale. Afin de promouvoir l'album, la chanteuse joue lors des MTV Movie & TV Awards en avril 2013 puis aux Billboard Music Awards le mois suivant. Stars Dance sort le 23 juillet 2013 et se place à la première place dans le Billboard 200 après s'être vendu à plus de 97 000 exemplaires dès la première semaine de sa sortie. En septembre 2014, l'opus a été vendu à moins de 383 000 exemplaires aux États-Unis, le score le plus bas de sa carrière, les ventes ayant chuté à partir de la deuxième semaine de sortie,,,. Il a reçu des critiques mitigées.

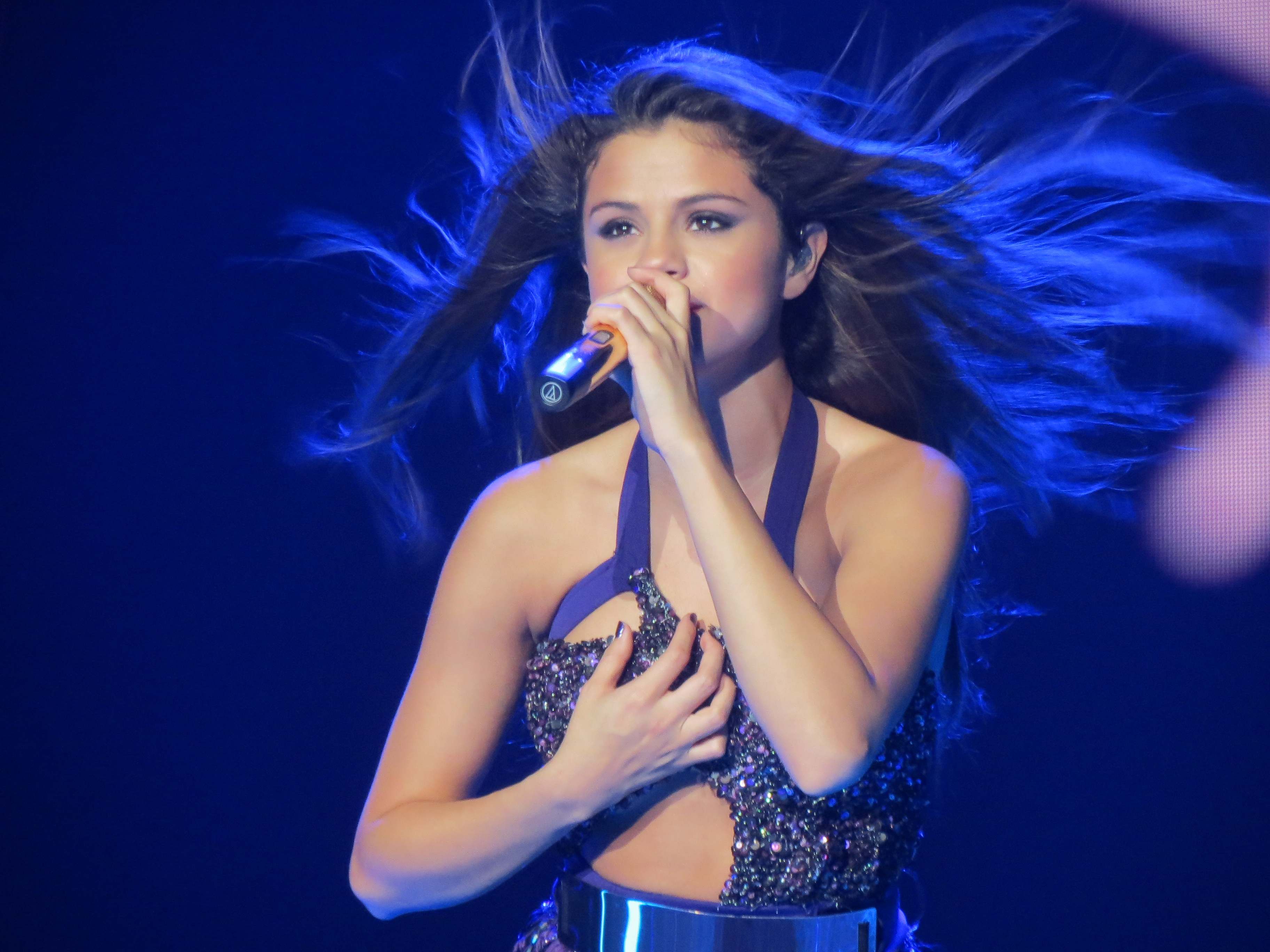
Selena Gomez chantant durant la tournée Stars Dance Tour (2013)

En août 2013, commence sa tournée mondiale Stars Dance Tour,. Le 18 décembre 2013, Selena Gomez annule sa série de concerts en Australie et en Asie pour l'année 2014, la première cause serait l'épuisement dû à sa tournée. Cependant en 2015, Selena révèle qu'elle a été diagnostiquée lupique en 2013. C'est pour cette raison qu'elle a annulé sa tournée et qu'elle est entrée en cure de désintoxication pour subir une chimiothérapie. Elle joue dans la comédie Mauvaises Fréquentations, une adaptation du roman autobiographique While I'm Dead Feed the Dog de Roc Browde. Il sort le 1er août 2014, c'est un échec commercial. Le projet, filmé avant le séjour de réhabilitation de Selena, obtient de mauvaises critiques, parmi lesquelles celles de Josh Spiegel de Movie Mezzanine le qualifie de « pire film de l'année ». L'auteur du livre désavoue également le film, il déclare que l'adaptation va à l’encontre du roman. Le 17 octobre 2014, elle apparaît dans le film Rudderless qui est lui aussi mal accueilli par la critique,.
En avril 2014, la rumeur, selon laquelle Selena Gomez aurait « viré » sa mère et son beau-père de leur poste de manageurs, est confirmée. Ces derniers avaient supervisé sa carrière depuis ses débuts. La décision était purement professionnelle : Selena a signé avec la WME et Brillstein companies qui gèrent maintenant sa carrière. Ce nouveau management pourrait remettre en cause son contrat avec Hollywood Records et l'amener à se mettre en quête d'un nouveau label. Selena Gomez sort le single The Heart Wants What It Wants le 6 novembre 2014 et confirme, après des mois de spéculations dans les médias, qu'elle sortira une compilation qui permettra de mettre un terme à son contrat avec Hollywood Records. Le single devient son deuxième top 10 dans le classement Billboard Hot 100. Le 24 novembre 2014, elle sort une compilation intitulée For You. L'album bénéficie d'une promotion minimale et n'est pas un grand succès commercial. Ainsi prend fin son partenariat avec Hollywood Records après six ans et trois albums avec Selena Gomez and The Scene, un album solo et un best-of. En décembre 2014, elle signe un contrat avec Interscope Records.

### 2015-2016: Revival et problèmes de santé

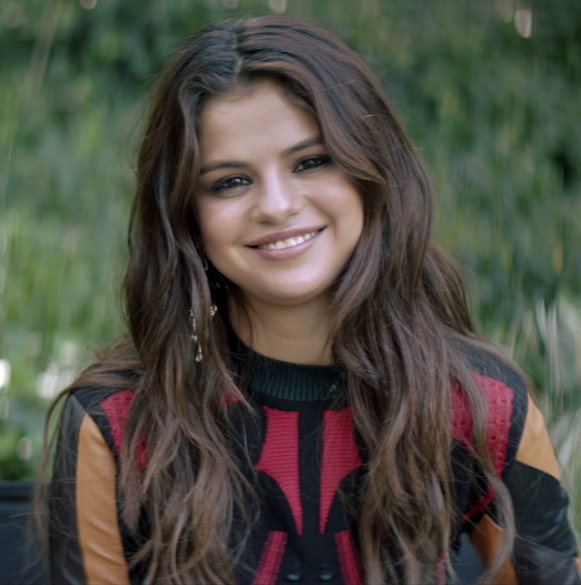
Selena Gomez pour Vogue Australia, 2016

Pendant qu'elle travaille sur son deuxième album studio, Selena Gomez sort, le 23 février 2015, le single I Want You To Know, qui est une collaboration avec Zedd. Le single devient le quatrième top 20 de Selena Gomez dans le Billboard Hot 100 et il est certifié disque de platine par la RIAA. En juin 2015, elle annonce qu'elle sera la nouvelle représentante de la marque de shampoing Pantene. Le 23 juin 2015, Selena Gomez sort le premier single de son prochain album, Good For You, une collaboration avec le rappeur ASAP Rocky. La chanson se vend à 179 000 exemplaires durant sa première semaine de sortie, elle devient son premier top 5 dans le Billboard Hot 100 aux États-Unis,. C'est son premier single à figurer en tête du classement Top 40 Mainstream,. Il se voit certifié 3× disque de platine par la RIAA. Si elle déclare vouloir mettre en avant sa carrière musicale, elle n'en abandonne pas pour autant le cinéma : elle prête à nouveau sa voix à Mavis dans Hôtel Transylvanie 2 qui sort le 25 septembre 2015. Tout comme le premier volet, le film est un succès commercial, il rapporte 473 millions de dollars de recettes dans le monde entier, pour un budget de 80 millions,.
L'album Revival sort le 9 octobre, le premier de la chanteuse sous le label de Interscope Records. Il reçoit des critiques globalement positives, on loue la production de l'album et le contenu lyrique,,. L'album débute à la première position du Billboard 200 et se vend lors de la première semaine à 117 000 unités d'album équivalentes. Cela reste à ce jour les plus hautes ventes de Selena pour la première semaine. L'album se voit certifié plus tard disque de platine. Le deuxième single Same Old Love se classe en tête du classement Top 40 Mainstream. La chanson devient son second top 5 dans le classement américain Billboard Hot 100, égalant la position du premier single, Good For You. Hands To Myself, le troisième single de l'album, atteint également la première place du classement Top 40 Mainstream. Cela fait de Selena Gomez l'une des six artistes féminines à avoir trois singles d'un même album en haut de ce classement. Le single se classe également dans le top 10 du Billboard Hot 100. Selena Gomez fait un caméo dans le film The Big Short : Le Casse du siècle sorti le 11 décembre par Paramount Pictures. Elle est également l'invité musicale de l'émission Saturday Night Live du 23 janvier 2016, avec comme animatrice Ronda Rousey.
Selena Gomez obtient un rôle secondaire dans le film Nos pires voisins 2, dans lequel elle interprète le rôle de la présidente de la sororité Phi Lambda. Elle sort We Don't Talk Anymore en collaboration avec Charlie Puth, il atteint le top 10 du classement Billboard Hot 100. Selena joue également dans le film dramatique The Fundamentals of Caring avec Paul Rudd. Quelques semaines plus tard, James Franco annonce qu'elle sera à l'affiche de son prochain film, une adaptation du roman de John Steinbeck, En Un Combat Douteux. Cette même année, elle signe un contrat avec la marque Louis Vuitton.
La chanteuse entame sa deuxième tournée solo, Revival Tour, le 6 mai 2016 à Las Vegas, et invite le groupe DNCE pour les premières parties de ses concerts en Amérique du Nord. Après une tournée en Amérique du Nord, en Asie et en Océanie, elle annule les parties européennes et sud-américaine en août 2016 en raison de l'anxiété, des crises de panique et de la dépression causées par sa maladie, le lupus.
À la suite de l'annulation de sa tournée, Selena Gomez intègre un centre de réhabilitation pour recouvrer toute sa santé mentale et soigner sa dépression pendant trois mois. On remarque son absence des médias sociaux. Elle fait sa première apparition publique lors de la 44e cérémonie des American Music Awards, où elle est nommée pour deux prix, Artiste de l'Année et Artiste Féminine Pop/Rock. C'est ce second titre qu'elle obtient.

### 2017-2019:13 Reasons Whyet nouveaux projets
Le 16 février 2016, Selena Gomez et le DJ Kygo sortent le single It Ain't Me. La chanson est un véritable succès international, atteignant le top 10 dans de nombreux pays tels que l'Allemagne, les États-Unis et le Royaume-Uni. Le single se voit certifié disque de platine par la RIAA et également disque de diamant en France par le SNEP.
Selena Gomez est productrice déléguée de la série à succès 13 Reasons Why, adapté du roman Treize raisons de Jay Asher. Le 25 janvier 2017, elle présente sur son compte Instagram la bande-annonce du projet. La série est diffusée du 31 mars 2017 au 5 juin 2020 sur Netflix. La série met en vedette Dylan Minnette, Katherine Langford, Brandon Flynn, Alisha Boe, Christian Navarro, Justin Prentice, Miles Heizer et Ross Butler.
Le 11 mai 2017, elle sort le single Bad Liar. La chanson est extrêmement bien accueillie par la critique. Elle est classée meilleure chanson de l'année 2017 par le magazine Billboard. Le 13 juillet 2017, elle sort le single Fetish en collaboration avec le rappeur Gucci Mane. Elle sort également, le 25 octobre 2017, un single intitulé Wolves avec le DJ Marshmello.
Le 10 mai 2018, lors d'une interview sur Beats 1 avec Zane Lowe, est dévoilée son nouveau single Back To You qui est extrait de la BO de la saison 2 de 13 Reasons Why. Le single est dévoilé à 18h (heure française) sur Beats 1 juste après un de ses anciens singles Same Old Love. Le 28 septembre 2018, DJ Snake sort le single Taki Taki en collaboration avec Selena Gomez, Cardi B et Ozuna.
Le 28 février 2019, sort I Can't Get Enough de Benny Blanco, Selena Gomez, Tainy et J. Balvin. Selena Gomez est devenue aussi la productrice déléguée de la série Living Undocumented (en), qui est sortie le 2 octobre 2019 sur Netflix.

### Depuis 2020:Rare,Revelaciónet projets cinématographiques

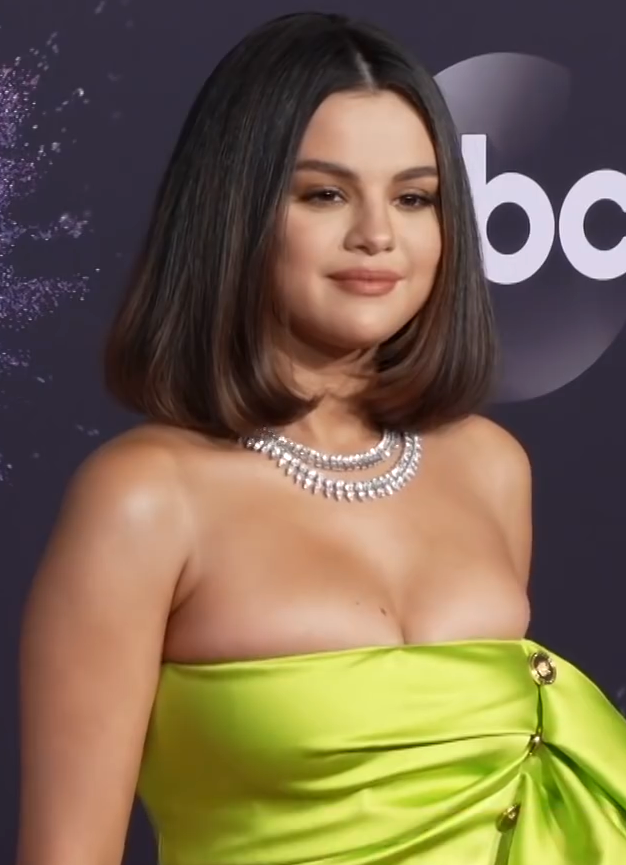
Selena Gomez aux American Music Awards en 2019

Le 8 mai 2019, Selena Gomez devient une productrice déléguée du film The Broken Hearts Gallery (en), écrit et réalisé par Natalie Krinsky. Le film met en vedette Geraldine Viswanathan, Dacre Montgomery, Utkarsh Ambudkar, Molly Gordon, Phillipa Soo et Bernadette Peters et sort le 7 août 2020.
Le 23 octobre 2019, elle sort une chanson intitulée Lose You to Love Me, portant sur son histoire avec le chanteur Justin Bieber. Le clip est visionné plus de 70 millions de fois en quatre jours[source secondaire souhaitée]. Le lendemain, Selena Gomez dévoile une chanson surprise : Look At Her Now.
Le 10 janvier 2020, son troisième album Rare est diffusé. Quelques mois plus tard, le 9 avril 2020, elle sort l'édition deluxe de l'album incluant de nouveaux titres[source secondaire souhaitée] tels que Boyfriend, Souvenir ou encore She.
Le 10 août 2020, elle annoncée qu'elle serait productrice déléguée sur le film This Is the Year réalisé et écrit par son ancien co-star David Henrie des Sorciers de Waverly Place. Le film met en vedette Vanessa Marano, Gregg Sulkin, Bug Hall, Jake Short et Lorenzo James Henrie.
Le 28 août 2020 sort l'émission de cuisine Selena + Chef sur HBO Max, dont elle est la présentatrice et la productrice déléguée. Ce même jour, Selena Gomez sort une collaboration avec le groupe de K-pop Blackpink  intitulé Ice Cream, collaboration figurant sur The Album.
Plus tard dans le mois d’août, il est annoncé que Selena Gomez jouerait et produirait la série humoristique de Hulu : Only Murders in the Building, aux côtés de Steve Martin et Martin Short. Le projet marque le premier rôle télévisé scénarisé de Selena Gomez depuis Les Sorciers de Waverly Place.
En novembre 2020, l'annonce d'un biopic réalisé par Elgin James : In the Shadow of the Mountain, retraçant la vie de Silvia Vásquez-Lavado qui a été la première femme ouvertement gay à terminer les sept sommets, est confirmée. Selena Gomez devrait interpréter l'alpiniste péruvienne et produire le film.
En janvier 2021, Selena Gomez sort le single en espagnol De Una Vez. Le 26 janvier 2021, Selena annonce la sortie de son second single de l'année intitulé Baila Conmigo, en collaboration avec Tainy et Rauw Alejandro. Le single est commercialisé le 29 janvier 2021,,. Selena Gomez joue ce single en collaboration avec Rauw Alejandro sur la scène de la cérémonie de récompenses Lo Nuestro le 17 février 2021 (virtuellement, en raison de la pandémie de Covid-19).
Le 24 février 2021, DJ Snake et Selena Gomez annoncent la sortie d'un single en collaboration, Selfish Love, dont le nom est révélé le 25 février 2021. Le single est diffusé le 4 mars 2021.
Le 12 mars 2021 sort son second EP, intitulé Revelación et dont la sortie avait été révélée le 27 janvier 2021. C'est le premier EP exclusivement en espagnol de la chanteuse et cela lui vaut une nomination aux Grammy Awards 2022 pour Best Latin Pop or Urban album,,,.
Le 4 octobre 2021 est annoncée sa collaboration avec le groupe Coldplay : Selena apparaitra sur le nouvel album du groupe Music of the Spheres. Cette collaboration est un single intitulé Let Somebody Go.
En 2022, elle annonce préparer un documentaire autobiographique appelé My Mind and Me avec Apple TV+, dans lequel elle se livre sur sa santé mentale. Des images et vidéos des six dernières années y sont rassemblées. La sortie du documentaire est prévue pour le 4 novembre 2022.
Lors du Festival de Cannes 2024, elle vient présenter en compétition officielle le film de Jacques Audiard Emilia Perez. Le jury donnera le  Prix d'interprétation féminine à l'ensemble des comédiennes du films.

## Philanthropie

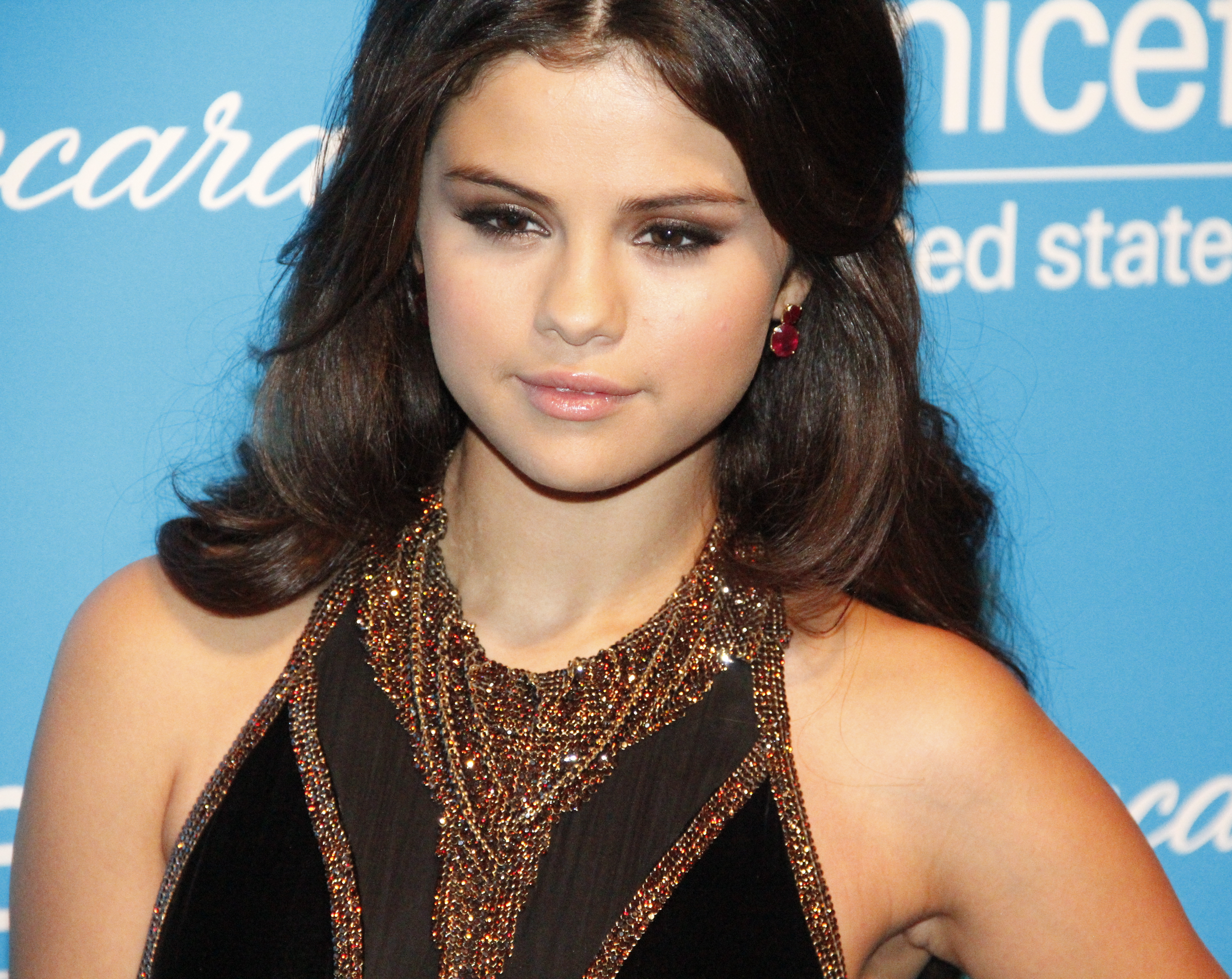
Selena Gomez au Red Carpet de UNICEF Snowflake Ball en 2012.

Selena participe à l'organisation du UR Votes Count, une campagne qui encourage les jeunes à en découvrir plus sur les élections présidentielles américaines de 2008, Barack Obama et John McCain. En octobre 2008, elle participe aux bénéfices de l’hôpital St. Jude pour les Runaway Life. Elle est la porte-parole de Borden Milk et fait plusieurs publicités pour cette entreprise. Elle est l'ambassadrice du DoSomething.org puis rejoint l’œuvre de charité Island Dog qui aide à recueillir les chiens errants à Porto Rico. Elle s'est impliquée dans cette association pendant qu'elle tournait Les Sorciers de Waverly Place. Selena Gomez est également la porte-parole de State Farm Insurance et elle est apparue dans leur publicité diffusée sur Disney Channel. Elle est aussi associée avec l'association RAISE Hope For Congo qui aide à pallier les problèmes d'eau et à la violence sur les femmes au Congo.
En octobre 2008, Selena Gomez est la porte-parole de l'UNICEF pour la campagne Trick-or-Treat for UNICEF, qui encourage les enfants à faire un don le jour d'Halloween afin d'aider les enfants dans le monde. En août 2009, à dix-sept ans, Selena Gomez devient la plus jeune ambassadrice de l'UNICEF. En septembre 2009, elle s'envole pour une semaine au Ghana. Selena explique lors d'une interview à Associated Press qu'elle veut utiliser son influence pour sensibiliser les gens aux conditions de vie des enfants au Ghana.
En 2008, Selena Gomez a récolté 700 000 $ pour ces associations. Elle fait aussi beaucoup de voyages à travers le monde pour des œuvres caritatives. Lors du soixantième anniversaire de l'UNICEF, Selena Gomez and The Scene ont donné un concert caritatif. Elle a plus de six chiens, récupérés dans la rue. Le 22 janvier 2010, Selena Gomez participe au téléthon Hope for Haiti Now avec de nombreuses célébrités, organisé par George Clooney. Selena Gomez est aussi impliquée dans l'association Disney's Friends for Change Games avec toutes les autres stars de Disney Channel, fondé par Disney Channel. Pour promouvoir l'association, Selena Gomez enregistre le single Send it On avec Miley Cyrus, les Jonas Brothers et Demi Lovato. Le single est placé vingtième au Billboard 200. En avril 2012, Selena Gomez a été nommée ambassadrice de la Ryan Seacrest Foundation. En mai 2014, elle entreprend un voyage au Népal pour l'Unicef.

## Influences
En matière d'influences musicales, Selena Gomez cite Bruno Mars comme étant l'une de ses idoles et qui l'a beaucoup influencée grâce à « son style de musique, son style en général, ses prestations en public et la façon dont il exerce son métier ». Elle déclare également admirer Cheryl Cole, Britney Spears, Enrique Iglesias ou Shakira. Elle a aussi dit admirer Ella Fitzgerald, qu'elle cite comme étant « sa chanteuse préférée », ou Katy Perry car « elle n'a pas peur d'être elle-même sur scène » et Rihanna, Kelly Clarkson ou encore Madonna,.
Lors d'une interview, Selena Gomez révèle que pour son premier album solo, Stars Dance, elle s'est inspirée de Britney Spears et de son amie, Taylor Swift. Elle précise que son album est un mélange de Pop, dance-pop, d’électro-dance et d’electropop,. En matière de comédie, Selena Gomez affirme être une grande fan d'Hilary Duff et de sa série Lizzie McGuire lorsqu'elle était plus jeune. Elle dit que l'actrice canadienne Rachel McAdams lui a donné l'envie de devenir actrice. Elle cite également Shia LaBeouf ou Jennifer Aniston comme étant des acteurs qu'elle apprécie. Elle confie admirer Eva Longoria, qui est, selon elle, une icône pour toute une génération.

## Vie privée
Depuis 2008, Taylor Swift est sa meilleure amie.
Elle devient chrétienne évangélique et commence à fréquenter l'église Hillsong en 2017 . En 2020, elle quitte Hillsong, en raison d’un scandale impliquant un pasteur. En 2021, elle affirme conserver sa foi chrétienne et avoir lu trois fois le livre Une vie motivée par l'essentiel du pasteur chrétien baptiste Rick Warren .

### Relations amoureuses

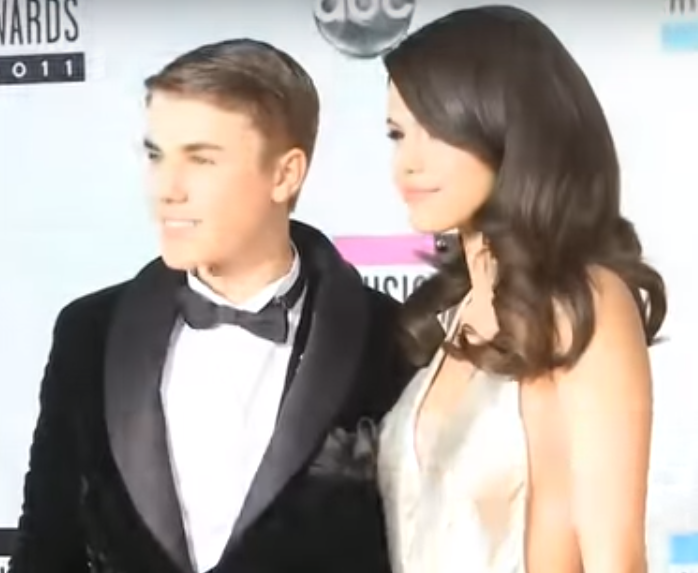
Selena Gomez et Justin Bieber aux AMAs en 2011.

En mars 2008, à 15 ans, elle se met en couple avec Nick Jonas, membre des Jonas Brothers. Elle apparaît même dans le clip Burnin' Up des Jonas Brothers dans l'été 2008. Ils se séparent en janvier 2009, avant de reformer un couple en décembre 2009 et jusqu'en mars 2010. Leur couple fait beaucoup parler, notamment à cause de l'animosité entre Selena et la chanteuse Miley Cyrus qui durera plusieurs années,, avant que les deux femmes se réconcilient finalement.
De mars à juin 2009, Selena fréquente celui qui aura ensuite une brève liaison avec Taylor Swift, l'acteur Taylor Lautner.
En novembre 2010, elle entame une relation passionnée et tumultueuse avec le chanteur canadien Justin Bieber, qu'elle a rencontré l'année précédente. Au fil des années, leur couple sera surmédiatisé, au point de devenir une obsession pour leurs fans respectifs. Ils se séparent une première fois en novembre 2012, lorsque Justin Bieber a une liaison avec la mannequin hongroise Barbara Palvin. Ils se fréquentent de nouveau en décembre, mais en mars 2013, Selena Gomez annonce être célibataire sur le plateau du Late Night with David Letterman. De 2013 à 2016, ils se réconcilient, puis se séparent, à de nombreuses reprises. En octobre 2017, ils vivent de nouveau ensemble, mais ils se séparent définitivement en mars 2018. Au cours de sa carrière, Selena Gomez dédie à Justin Bieber de nombreuses chansons. En 2019, elle affirme que leur histoire d'amour était « très toxique et abusive » et qu'elle s'en est inspirée pour créer son album Rare,. De son côté, Justin Bieber lui dédie également de nombreuses chansons, et indique que son album Purpose (2015) parle de leur histoire.
Entre 2014 et 2016, Selena Gomez fréquente l'acteur britannique Orlando Bloom.
En 2015, elle vit une courte relation avec le DJ Zedd, encore peu connu à cette époque. Ce dernier a révélé plus tard avoir souffert de la médiatisation de leur couple. En fin d'année 2015, elle a fréquenté le styliste Samuel Krost jusqu'en février 2016,,.
En 2016, elle a également fréquenté le chanteur Charlie Puth,,.
En décembre 2016, elle devient la compagne du chanteur canadien The Weeknd. En mai 2017, ils officialisent leur relation lors du Met Gala à New York. En septembre 2017, ils emménagent ensemble à Greenwich Village, un quartier chic de New York, mais ils se séparent le mois suivant, au bout de dix mois de relation,,. Peu après, Selena Gomez est aperçue au bras de Justin Bieber, duquel elle se séparera pour de bon en mars 2018.
En décembre 2023, Selena Gomez officialise son couple avec le producteur de musique américain Benny Blanco, qu'elle dit fréquenter depuis six mois,,. Ils annoncent sur Instagram s'être fiancés en décembre 2024.
Selena Gomez révèle en septembre 2024 que mettre au monde un enfant avant son 35e anniversaire était un objectif pour elle quand elle était jeune, mais qu'elle avait dû en faire le « deuil » car elle ne peut pas porter d'enfant à cause de ses ennuis de santé. Elle envisage cependant avec son compagnon de recourir à l'adoption ou à la gestation pour autrui.

### Problèmes de santé
En octobre 2015, lors d'une interview à Billboard, elle révèle avoir appris en 2013 qu'elle est atteinte d'un lupus.
En septembre 2017, elle annonce sur les réseaux sociaux qu'elle a bénéficié d’une greffe du rein, opération rendue nécessaire par l'évolution de sa maladie,. Le rein lui a été donné par son amie l'actrice Francia Raisa, qu'elle a beaucoup remerciée en parlant de sacrifice ultime et sororal, mais qui depuis qu'elle n'a pas été mentionnée dans un documentaire ne la fréquente plus.
En octobre 2018, Selena Gomez est internée en hôpital psychiatrique après avoir eu plusieurs crises liées à un choc émotionnel et à une extrême baisse de tension à cause d'un taux de globules rouges trop faible. Elle en sort deux mois après, c'est-à-dire en décembre 2018. Auparavant, en 2014, elle avait déjà été internée en désintoxication, afin de lutter contre la dépression et un grand mal-être.
Le 3 avril 2020, Selena Gomez révèle avoir été diagnostiquée avec des troubles bipolaires.

## Filmographie

### Cinéma

#### Longs métrages
- 2003 : Spy Kids 3 : Mission 3D (Spy Kids 3-D: Game Over) de Robert Rodriguez : la fille de l'AquaPark
- 2003 : Barney: Best Manners - Invitation to Fun de Jim Rowley : Gianna
- 2008 : Comme Cendrillon 2 (Another Cinderella Story) de Damon Santostefano : Mary Santiago
- 2010 : Ramona et Beezus (Ramona and Beezus) de Elizabeth Allen : Beatrice « Beezus » Quimby
- 2011 : Bienvenue à Monte-Carlo (Monte-Carlo) de Thomas Bezucha : Grace Ann Bennett / Cordelia Winthrop Scott
- 2011 : Les Muppets, le retour (The Muppets) de James Bobin : elle-même
- 2012 : Spring Breakers de Harmony Korine : Faith
- 2012 : Aftershock de Nicolás López : La fille en V.I.P.
- 2013 : Getaway de Courtney Solomon : The Kid
- 2013 : Girl Rising : narratrice
- 2014 : Rudderless de William H. Macy : Kate Ann Lucas
- 2014 : Mauvaises Fréquentations (Behaving Badly) de Tim Garrick : Nina Pennington
- 2015 : Unity de Shaun Monson : La narratrice (voix)
- 2015 : The Big Short : Le Casse du siècle (The Big Short) de Adam McKay : elle-même
- 2016 : The Fundamentals of Caring de Rob Burnett : Dot
- 2016 : Nos pires voisins 2 (Neighbors 2: Sorority Rising) de Nicholas Stoller : La présidente de Phi Lambda
- 2016 : Les Insoumis (In Dubious Battle) de James Franco : Lisa
- 2019 : The Dead Don't Die de Jim Jarmusch : Zoe
- 2019 : Un jour de pluie à New York (A Rainy Day in New York) de Woody Allen : Shannon
- 2020 : Le Voyage du Docteur Dolittle (Dolittle) de Stephen Gaghan : Betsy, une girafe (voix)
- 2022 : Selena Gomez: My Mind And Me d'Alek Keshishian : La narratrice (voix)
- 2024 : Emilia Pérez de Jacques Audiard : Jessi Del Monte

#### Films d'animation
- 2008 : Horton (Horton Hears a Who!) de Jimmy Hayward et Steve Martino : Helga (voix)
- 2009 : Arthur et la Vengeance de Maltazard (Arthur and the Revenge of Maltazard) de Luc Besson : Selenia (voix)
- 2010 : Arthur 3 : La Guerre des deux mondes (Arthur 3: The War of the Two Worlds) de Luc Besson : Selenia (voix)
- 2012 : Hôtel Transylvanie (Hotel Transylvania) de Genndy Tartakovsky : Mavis (voix)
- 2015 : Hôtel Transylvanie 2 (Hotel Transylvania 2) de Genndy Tartakovsky : Mavis (voix)
- 2017 : Puppy! de Genndy Tartakovsky : Mavis (voix)
- 2018 : Hôtel Transylvanie 3 : Des vacances monstrueuses (Hotel Transylvania 3: Summer Vacation) de Genndy Tartakovsky : Mavis (voix)
- 2022 : Hôtel Transylvanie : Changements monstres (Hotel Transylvania: Transformania) de Genndy Tartakovsky : Mavis (voix)

#### Courts métrages
- 2012 : Fifty Shades of Blue pour Funny or Die : la jeune femme
- 2013 : Searching pour Flaunt Magazine : Violet

### Télévision

#### Séries télévisées
- 2002 - 2004 : Barney : Gianna
- 2006 : La Vie de palace de Zack et Cody (The Suite Life of Zack & Cody) : Gwen (saison 2, épisode 22)
- 2007 - 2008 : Hannah Montana : Mikayla[250]
- 2007 - 2012 : Les Sorciers de Waverly Place (Wizards of Waverly Place) : Alex Russo
- 2008 : Jonas Brothers: Living the Dream (en) : elle-même (saison 1, épisode 7)
- 2009 : La Vie de croisière de Zack et Cody (The Suite Life on Deck) : Alex Russo (saison 1, épisode 21)
- 2009 : Sonny : elle-même (saison 1, épisode 13)
- 2011 : Sketches à gogo ! (So Random!) : elle-même (saison 1, épisode 3)
- 2011 : Blagues de stars (PrankStars) : elle-même (saison 1, épisode 1)
- 2016 : Inside Amy Schumer : elle-même (saison 4, épisode 6)
- Depuis 2020 : Selena + Chef : elle-même
- Depuis 2021 : Only Murders in the Building : Mabel Mora
- 2024 : Waverly Place : les nouveaux sorciers (Wizards Beyond Waverly Place) : Alex Russo

#### Téléfilms
- 2005 : Walker, Texas Ranger : La Machination (Walker, Texas Ranger: Trial by Fire) d'Aaron Norris : Julie
- 2009 : Princess Protection Program d'Allison Liddi-Brown (en) : Carter
- 2009 : Les Sorciers de Waverly Place, le film (Wizards of Waverly Place: The Movie) de Lev L. Spiro (en) : Alex Russo
- 2013 : Le Retour des Sorciers: Alex contre Alex (en) (The Wizards Return: Alex vs. Alex) de Victor Gonzalez : Alex Russo

### Productrice exécutive
- 2013 : Le Retour des Sorciers: Alex contre Alex (en) (The Wizards Return: Alex vs. Alex) de Victor Gonzalez (téléfilm)
- 2017 - 2020 : 13 Reasons Why (49 épisodes)
- 2019 : Living Undocumented (en) (documentaire)
- 2020 : This Is the Year de David Henrie
- 2020 : The Broken Hearts Gallery (en) de Natalie Krinsky
- 2020 - 2022 : Selena + Chef (40 episodes)
- 2021 - présent : Only Murders in the Building (40 épisodes)
- 2022 : Hôtel Transylvanie : Changements monstres (Hotel Transylvania: Transformania) de Genndy Tartakovsky
- 2022 : Mi Vecino El Cartel (3 épisodes)
- 2024 : Waverly Place : les nouveaux sorciers (Wizards Beyond Waverly Place)

## Discographie

### Albums Studio de Selena Gomez and The Scene
- Kiss and Tell (2009)
- A Year Without Rain (2010)
- When the Sun Goes Down (2011)

### Albums Studio solo
- Stars Dance (2013)
- Revival (2015)
- Rare (2020)

### Albums Studio en collaboration
- I Said I Love You First, avec Benny Blanco (2025)

### EP
- Revelación (2021)

### Compilations
- For You (2014)

## Tournées

### Tournées de Selena Gomez and The Scene
- Selena Gomez and the Scene: Live in Concert (2009-2010)
- A Year Without Rain Tour (2010-2011)
- We Own the Night Tour (2011-2012)

### Tournées Solo
- Stars Dance Tour (2013-2014)
- Revival Tour (2016)

## Voix francophones
En France, Karine Foviau est la voix régulière de Selena Gomez. Audrey Sablé l'a également doublée à trois reprises.
Au Québec, Geneviève Déry et Catherine Brunet sont les voix les plus régulières de l'actrice.